# Ilha da Moela
Ilha da Moela é um território insular costeiro situado no litoral do município brasileiro de Guarujá. Atualmente, está sob a administração da Marinha do Brasileira, que obteve concessão para operar o local, bem como o Farol da Moela, por meio da Capitania dos Portos de São Paulo (CPSP). Seu nome deriva de seu aspecto geográfico, similar a moela de frango.
A ilha está localizada a cerca de 2,5 km da costa de São Paulo e tem servido como ponto de orientação de navegação para as embarcações que adentram ao Porto de Santos.
Moela abriga o mais antigo Farol do litoral paulista, inaugurado em 1830 e que contam com uma torre de 10 metros de altura. Desde 1953 ele é alimentado por energia de um gerador a diesel, que é fornecido de forma hidráulica. O farol fornece uma visibilidade de até 50 km e foi um dos primeiros construídos no litoral paulista e atualmente faz parte de uma lista de 206 faróis daquele litoral. Na ilha, também serve de local de pesquisa para o Centro de Hidrografia da Marinha no Rio de Janeiro, que lá mantém uma estação de meteorologia.
Também tem servido de referência para rotas em competições de velejadores realizadas no litoral do Guarujá, como a Regata "Volta da Ilha da Moela".

## História
A Ilha passou a ter importância a partir de 1820, quando o então Reino de Portugal passou a cobrar taxas dos navegantes que buscavam acesso ao porto de Santos pelo facho de acesso durante o período noturno. A arrecadação dessas taxas contribuiria para as obras de outros faróis do litoral de São Paulo, que era a cargo da Junta de Comércio, Agricultura, Fábricas e Navegação, durante o Brasil Império. Anos depois, D. Pedro I nomeou como projetista e responsável pela obra o Chefe de Divisão Paulo Freire de Andrade, tendo a inauguração do farol e demais instalações ocorrido em 31 de julho de 1830.
O ponto culminante da ilha totaliza 100 metros acima do nível do mar. Lá foi construído o farol no formato de torre circular de alvenaria com 10 metros de altura e cujo aparelho era em luz catóptrico fixa e de cor branca.  Anos depois, a lanterna foi substituída por uma em formato ampliado e de maior potência. Desde 1895, lanterna é no formato dióptrico de 1ª ordem BBT de luz branca e encarnada.
Há uma lenda associada à ilha, cuja história descreve que a noite nos feixes brancos do farol refletem vultos de pessoas mortas, as quais seriam antigos escravos que trabalharam nas obras do farol e que lá faleceram, e ainda assombrariam os visitantes da ilha na tentativa de retornar ao continente.
Durante a Revolução Constitucionalista, em 24 de setembro de 1932, nas proximidades de Moela, houve um combate entre uma esquadrilha de aviões paulistas e o cruzador Rio Grande do Sul. Em que 3 aviões liderados pelo major Lysias Augusto Rodrigues tentavam afundar o navio de guerra, o qual realizava o bloqueio do porto de Santos junto com outros navios da Marinha brasileira, buscando impedir suprimentos aos paulistas durante aquele conflito militar. Contudo, um Curtiss O1-E Falcon, tripulado pelos tenentes Mário Machado Bittencourt e José Ângelo Gomes Ribeiro durante um mergulho contra o navio entrou em chamas e se esfacelou no mar próximo à ilha, possivelmente por ter sido alvejado pela bateria antiaérea do navio de guerra. Os destroços e os corpos jamais foram recuperados.